# Шлайнинг (замок)
Шлайнинг (нем. Burg Schlaining, венг. Szalónak vár) — средневековый каменный замок. Расположен на окраине одноимённого города в федеральной земле Бургенланде, Австрия. Впервые упоминается в документах в 1271 году. Название замка неоднократно менялось. Современный вариант официально закрепился только в 1786 году. После масштабного ремонта в комплексе разместился Австрийский исследовательский центр мира и разрешения конфликтов и несколько культурно-образовательных учреждений. В ознаменование 100-летней годовщины вхождения Бургенланда в состав Австрии в 2021 году здесь открылось необычное юбилейное шоу со слоганом «Нам 100. Бургенланд творит историю». По своему типу относится к замкам на вершине.

## Местоположение
Первоначально замок располагался в очень выгодном и стратегически важном месте. В Средние века здесь проходил важной транспортный маршрут с севера на юг и обратно через перевалы гор Бернштайн. Позже тут пересекались торговые пути, ведущие из Штайнамангера (современный Сомбатхей, Граца, Винер-Нойштадта и Эденбурга (современный Шопрон).

## История

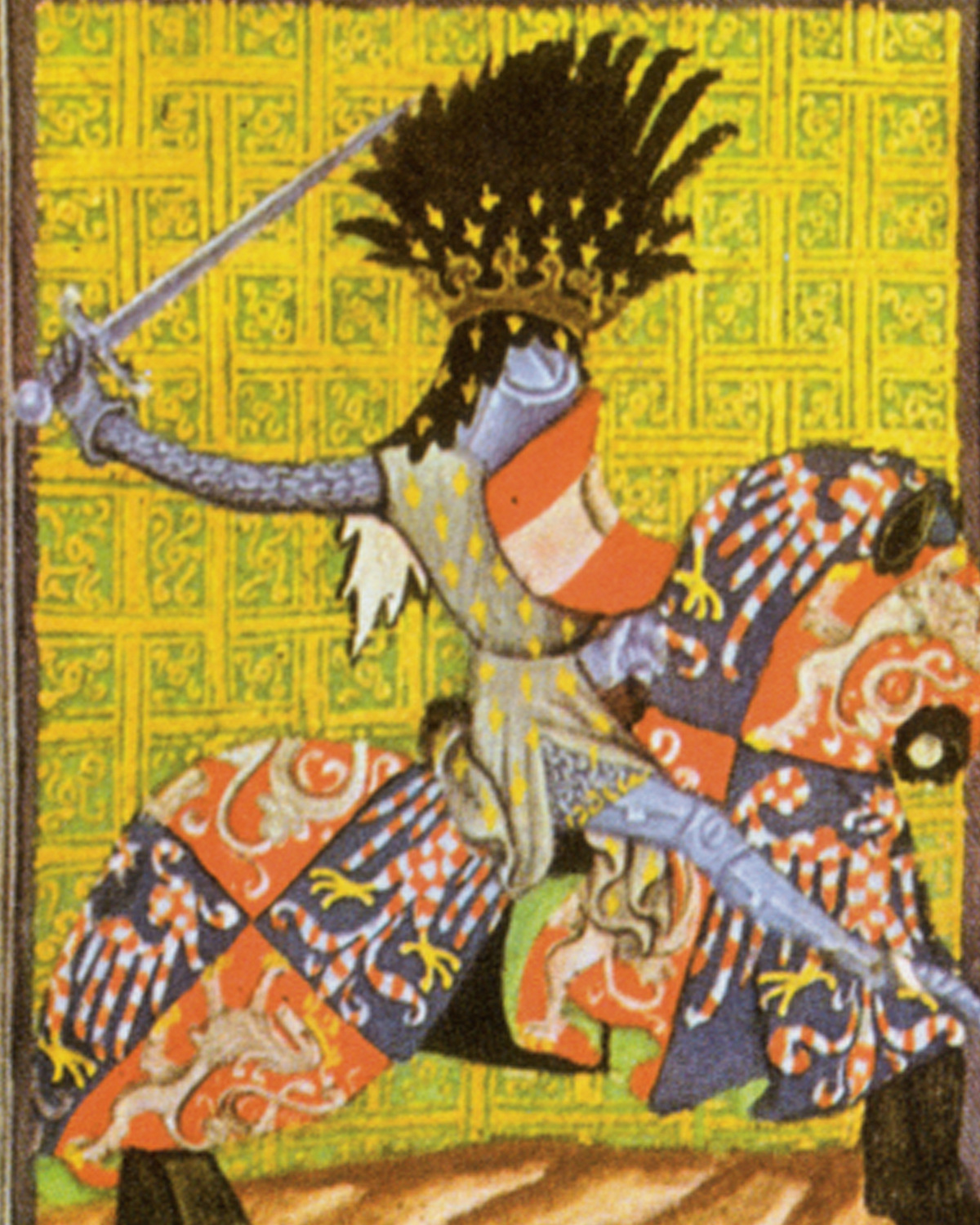
Пржемысл Отакар II на средневековой миниатюре

### Ранний период
Замок Шлайнинг упоминается в 1271 году как castrum Zloynuk. Судя по всему, укрепления были созданы славянами. Сувереном этих земель был чешский король Пржемысл Отакар II. Непосредственным владельцем замка называют графов фон Гюссинг. После поражения войска Гюссингеров от венгерского короля Карла I Роберта Анжуйского Пржемысл Отакар передал замок в феодальное владение влиятельной семье Канизсай.
В 1397 году в правление императора Священной Римской империи Сигизмунда замок передали Николаусу Зарке Пецёльскому и его зятю Георгу Томпеку (Таннпеку) Орошварскому. Ещё через четыре года крепость стала владением Георга Топека и его брата Иоганна.

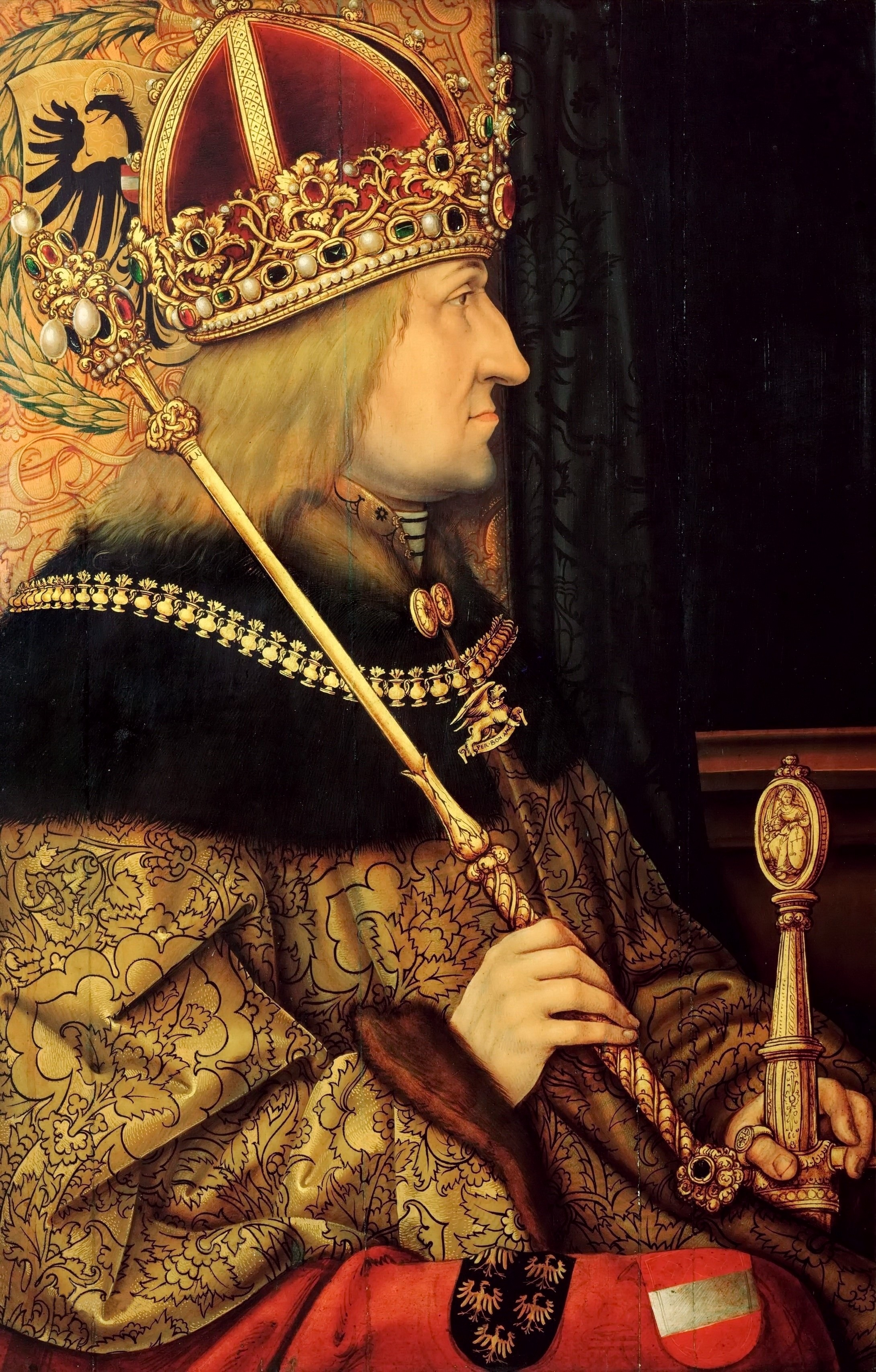
Император Фридрих III

В 1445 году император Фридрих III завоевал территорию вокруг Шлайнинга и сам замок. Он сделал его своим доменом. Однако вскоре монарх заложил крепость лидеру отряда наёмников Андреасу Баумкирхеру. В течение следующих нескольких лет этот кондотьер приобрёл в собственность целый ряд соседних имений. В итоге в 1471 году полностью или частично 30 деревень входили в состав баронства Шлайнинг. Около замка с разрешения Фридриха III был основан город.
Однако главарь наёмников переоценил своё могущество, когда вступил в открытый конфликт с императором. Так называемая «Баумкирхерская вражда» (1469-1471), вооружённое противостояние кондотьера и Фридриха III закончилась в 1471 тем, что Баумкирхер был схвачен и вскоре казнён в Граце.

### ОтРенессансадо революции 1848 года
После нескольких смен владельцев замок в том же 1471 году был передан в качестве подарка Францу Баттьяни, представителю влиятельного венгерского рода. Его потомки оставались владельцами крепости более 370 лет. C конца XVIII века комплекс стал упоминаться во всех документах только под именем Шлайнинг.

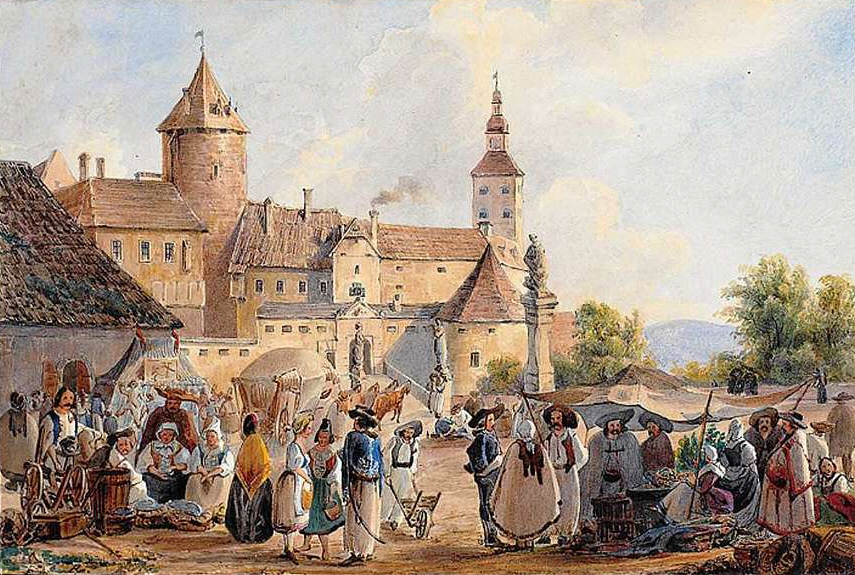
Замок на картине 1840 года

Последним владельцем замка, принадлежавшим к знатному роду Баттяни стал Лайош (Людвиг) Баттьяни. 17 марта 1848 года в ходе Венгерской революции он был назначен первым премьер-министром Венгрии, правительство которой объявило о провозглашении независимости от империи Габсбургов.

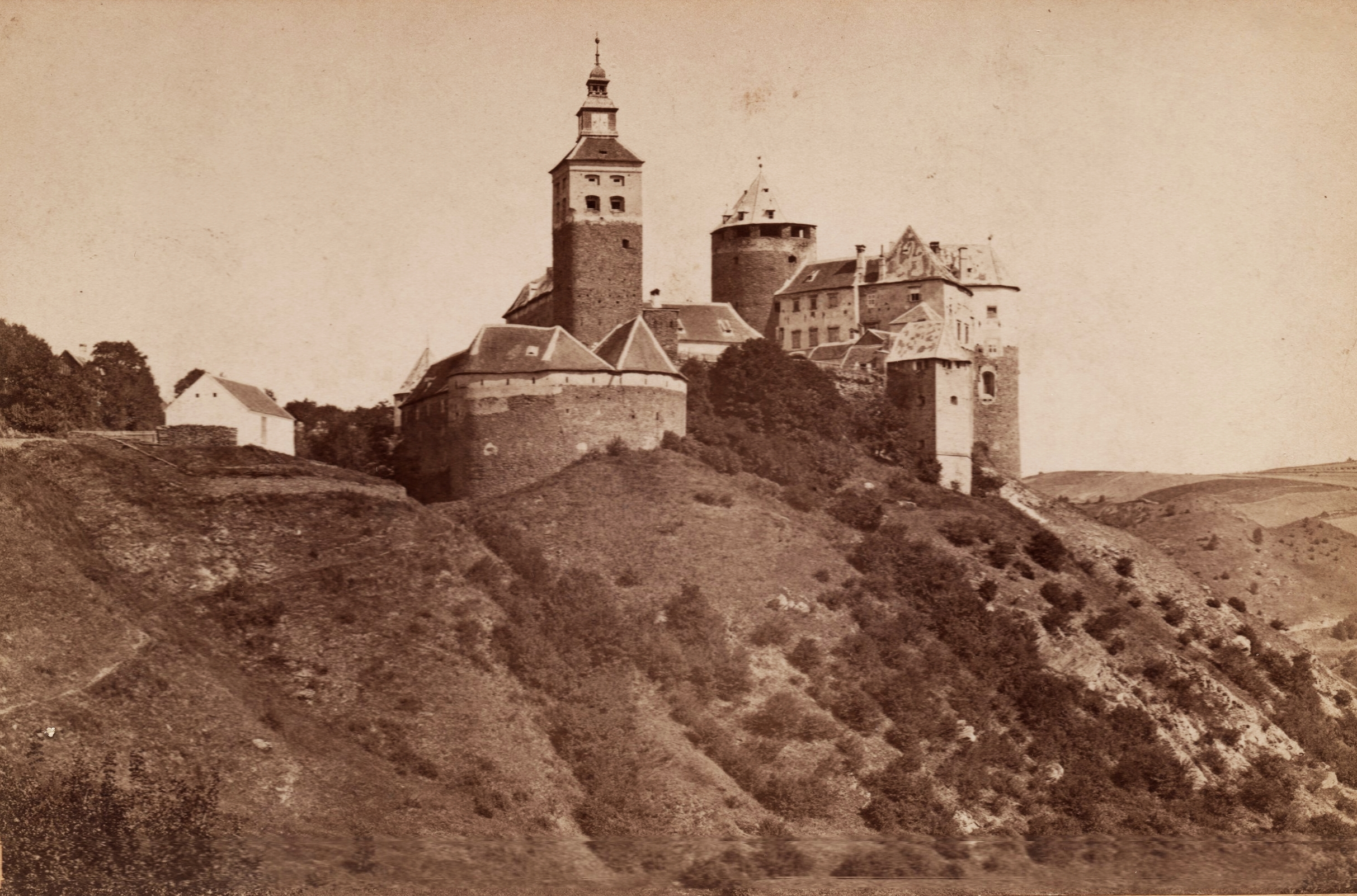
Замок на фотографии 1870 года

### Вторая половина XIX и XX века
После подавления революции в 1848 году Лайоша Баттьяни приговорили решением военного трибунала за измену императору к смертной казни. Вскоре после расправы, 6 октября 1849 года, всё имущество мятежника было конфисковано (в том числе и замок) и передано под контроль лояльной Вене Венгерской палаты.
В 1849 году замок купил знаменитый строитель железных дорог Франц Шмидт. Его наследники оставались собственниками Шлайнинга до начала XX века. В 1911 году право владения перешло к Деметре Салески. Однако после завершения Первой мировой войны и краха империи Габсбургов ей пришлось расстаться с замком. Новым хозяином Шлайнинга оказался венгерский «Гермесбанк».
В 1957 году замок Шлайнинг приобрёл бывший федеральный министр Удо Иллиг. Он желал не просто сохранить то, что осталось от пришедшего в упадок комплекса, но и восстановить его в первоначальном блеске. Для привлечения необходимых средств родилась идея создания Института мира, который мог бы разместить в замке свою штаб-квартиру. Иллинг придумал в числе прочего называть комплекс Фриденсбург (Замок мира). Обсуждение этих намерений пришлось на времена холодной войны, когда происходил рост эскалации между СССР и странами Запада. Соответственно был высок спрос на поиск мирного компромисса. Однако переговоры затянулись на много лет.

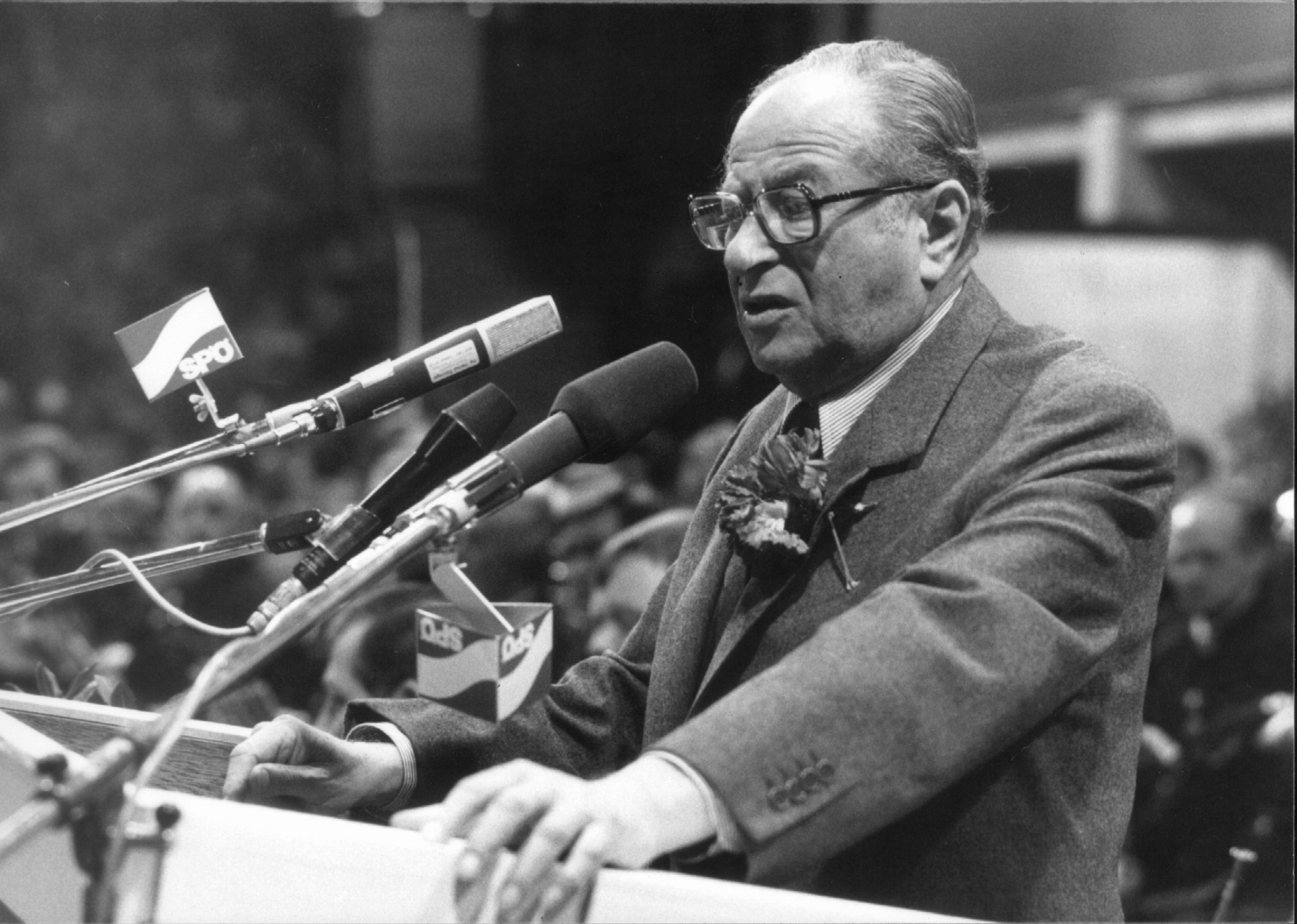
Федеральный канцлер Австрии Бруно Крайский

Только в 1982 году при поддержке федерального канцлера Бруно Крайского была основана Ассоциация для продвижения идеи диалога между Востоком и Западом. Местом проведения встреч, дискуссий и семинаров был избран «Центр мира» в Шлайнинге. Ещё через год ассоциация была переименована в Австрийский исследовательский центр мира и разрешения конфликтов, или сокращенно ÖSFK. В 1987 году Генеральный секретарь ООН Хавьер Перес де Куэльяр также присвоил этой организации официальный титул «Посланник мира».
Фриденсбург-Шлайнинг также является местом расположения различных культурных центров земли Бургенланд. Кроме того, — это место проведения многих известных семинаров и конференций. По договорённости здесь помимо прочего могут проводятся различные частные праздники, корпоративные мероприятия и свадебные торжества.

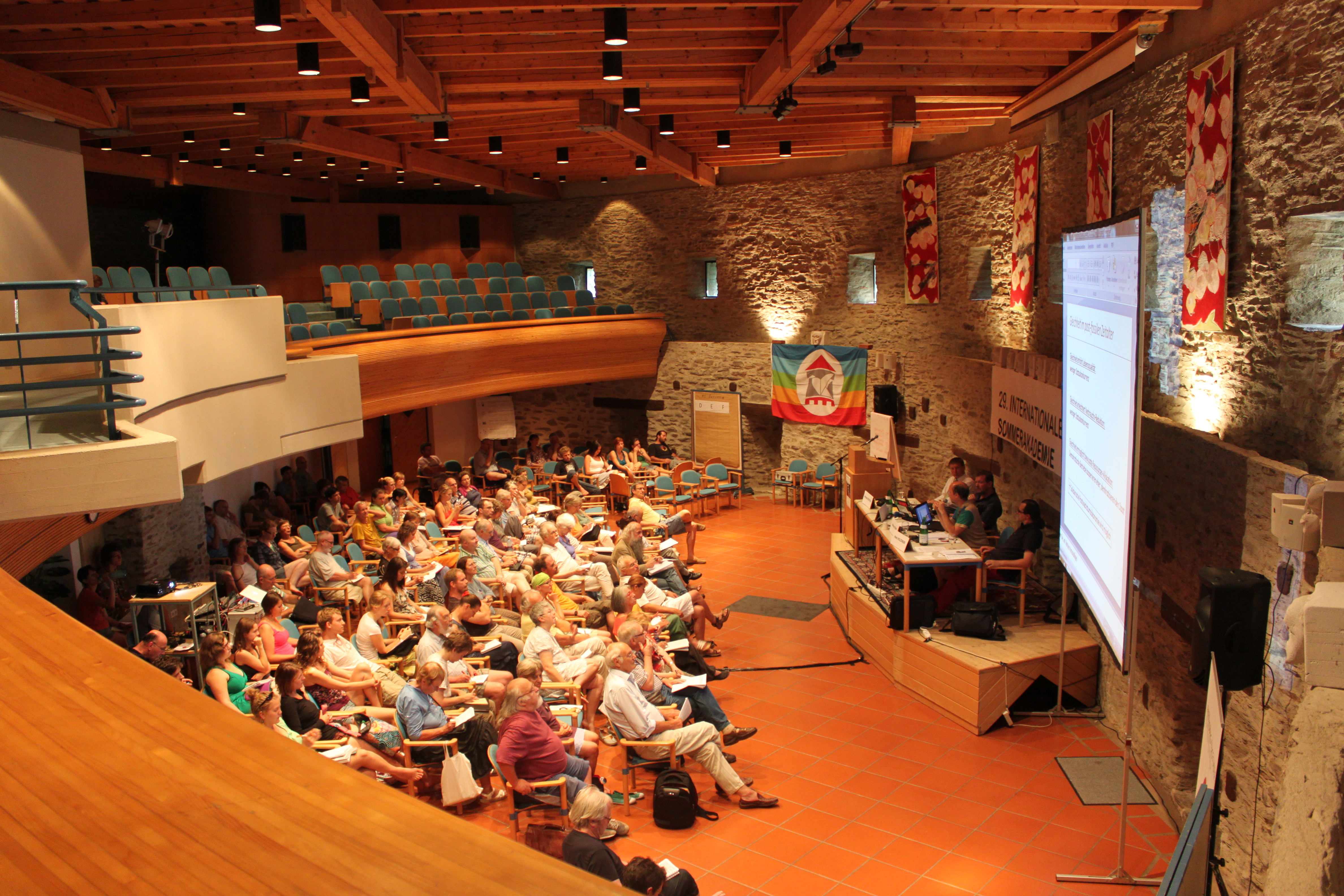
Конференция в замке Шлайнинг

В 1992 году в замке прошла II Международная конференция музеев мира. В 2000 году ÖSFK открыл здесь Европейский музей мира. В 2018 году в комплексе прошла 32-я ежегодная конференция Future Workshops с участием гостей из Германии, Австрии, Испании, Сирии и Венгрии. Тема встречи была заявлена так: «Наведение мостов, создание мира — Против разделения общества». На эту Конференцию собралось много журналистов из различных европейских СМИ.
Конференц-отель Burghotel Schlaining был создан в бывших зданиях кузницы, оружейной палаты и арсенала XV века, расположенных напротив замка. При этом тщательно соблюдались все условия защиты памятников архитектуры. Реконструкция и строительство велись с марта 2020 года до полного открытия в конце марта 2022 года. Работы обошлись более чем в семь миллионов евро. В отеле можно разместить до 100 гостей в 64 отдельных помещениях.

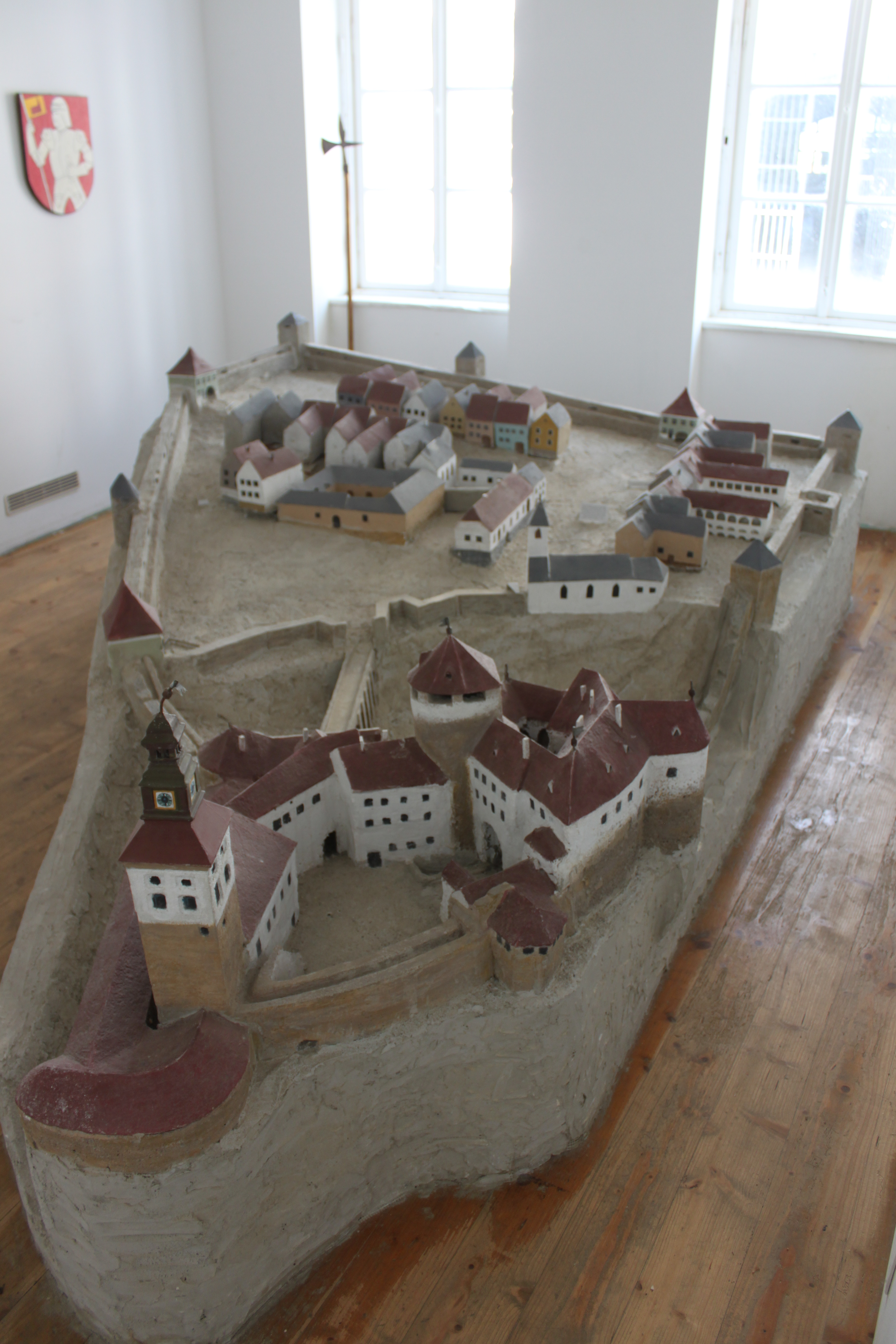
Макет замка

### Реставрация Замка Мира Шлайнинг
В 2019 году, когда правительство земли Бургенланд приняло решение провести юбилейную выставку во Фриденсбурге-Шлайнинге, были выделены средства на масштабный ремонт и реставрацию дворцово-замкового комплекса. Фасады, каменная кладка, исторические интерьеры восстанавливались в тесном сотрудничестве с Федеральным управлением по охране памятников. Особое внимание уделялось аутентичности.
В ходе ремонта были обнаружены не только оригинальные деревянные полы, но и целый ряд ранее неизвестных настенных росписей. Самые старые настенные фрески, найденные в одной из башен, вероятно, были созданы примерно в 1500 году. При их написании использован цвет «египетский синий», который встречается только в двух других местах в Европе. С точки зрения сохранения исторического культурного наследия эта находка стала сенсацией.

## Описание замка

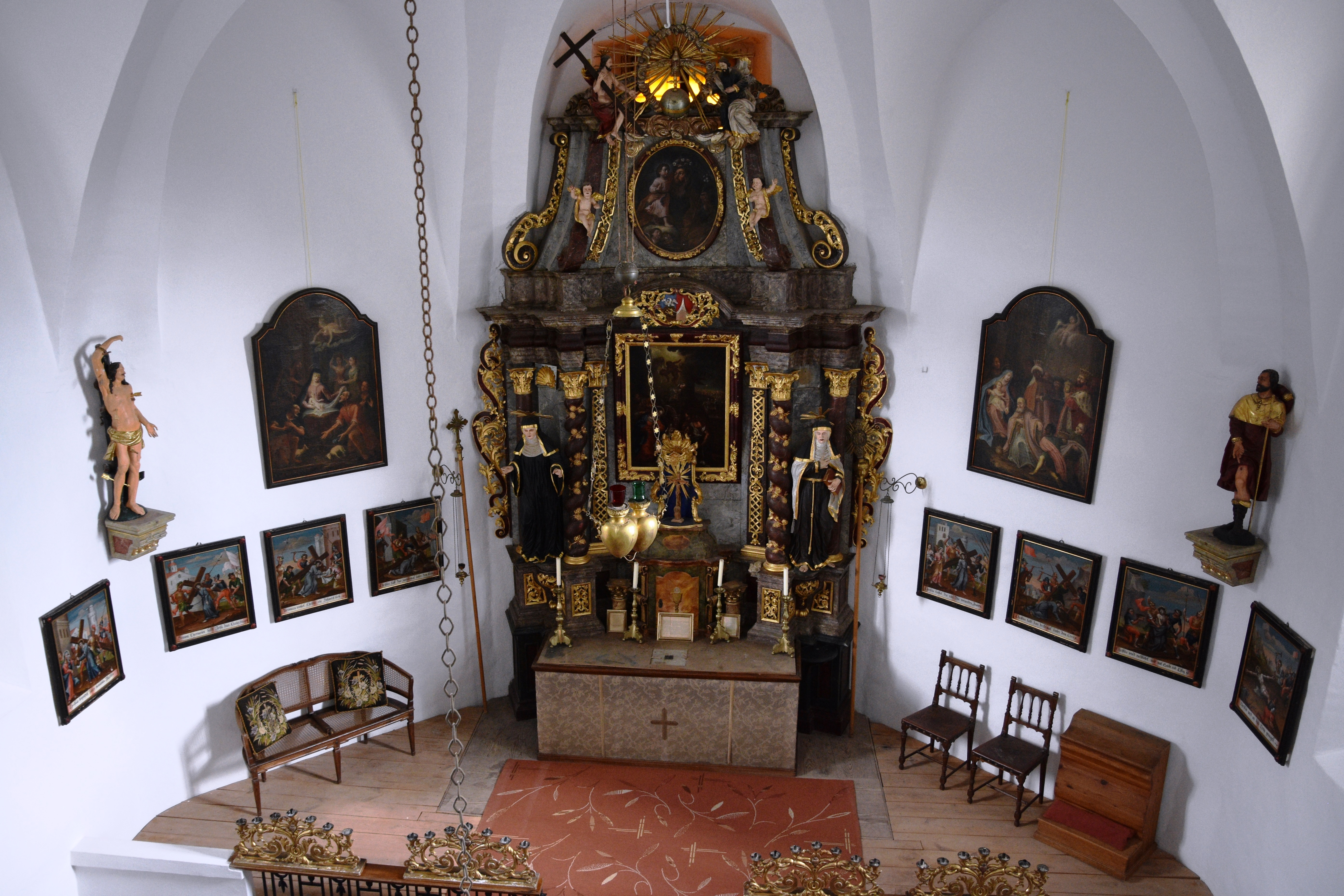
Внутри замковой часовни

### Рыцарский зал и замковая часовня
Над входом в рыцарский зал, который уже во времена Андреаса Баумкирхера (XV век) служил главным представительским помещением для проведения пиров и совещаний, находится декоративная роспись 1740 года. Фресковые изображения являющиеся одними из старейших светских изображений Бургенланда. Здесь нарисованы различные сценки из жизни знати той эпохи.
Капелла отличается простором и светлыми интерьерами. Здесь до сих пор иногда проходят службы.

### Гранариум (зернохранилище)
В Гранариуме (бывшем главном зернохранилище замка) в настоящее время находится центр семинаров Фриденсбурга. Здесь предусмотрены как небольшие помещения на несколько участников, так и ряд больших залов для мероприятий, на которые можно пригласить сотни гостей.

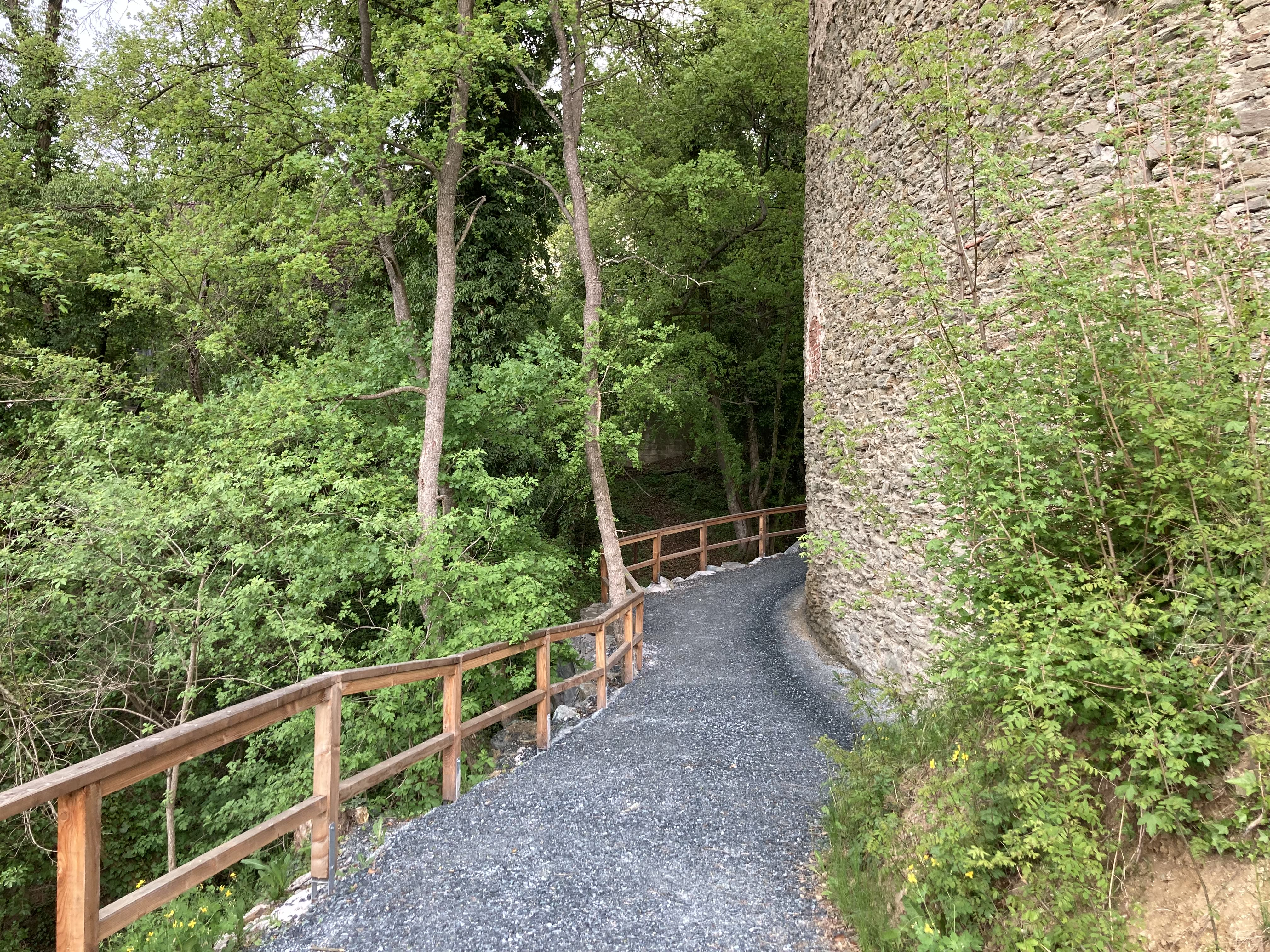
Тропа вокруг замка

### Мост
Во время реконструкции был полностью восстановлен длинный замковый мост. Теперь можно видеть, как он выглядел в те время, когда Шлайнинг являлся важной крепостью и враги могли приблизится к главным воротам только по хорошо просматриваемой прямой дороге, имевшей ещё и подъёмный мост. Для удобства туристов и посетителей вдоль него проложена дорожка, названная «Запретный путь». Она также проходит вокруг замка, позволяя осмотреть его стены и башни снаружи.

### Внутреннее пространство
Внутри на открытых пространствах построена уникальной система различных сцен и трибун, позволяющая проводить самые необычные мероприятия, от концертов и показательных турниров, до серьёзных международных конференций.

### Чёрный двор
Название этого пространства происходит от впечатляющей изображений в технике сграффито на лестнице и на свечных арках. Замковый комплекс изначально строился вокруг Чёрного двора, что делает соседние сооружения старейшими  в Шлайнинге. Здесь же расположены три цистерны, вырубленные в горной породе. В них хранилась питьевая вода на случай долгой осады.

### Большой двор, внешняя стена и башни
Главный внутренний двор замка окружён кольцом каменных стен. С внутренней стороны к ним в прежние времена примыкали различные жилые и подсобные помещения. Главные защитные башни построены в XV веке. На пространстве перед третьими воротами находятся два мощных тарана XVIII века. На северной стене можно увидеть так называемый «Камень Баумкирхера», который принято называть своеобразным памятником в честь одного из самых известных владельцев Шлайнинга. Пять каштанов, расположенных в форме короны посреди двора замка, посажены в ознаменование коронации императрицы Елизаветы Баварской как королевы Венгрии.

## Юбилейная выставка
Дворцово-замковый комплекс известен и как музей. Его основными составляющими являются постоянная экспозиция посвящённая теме мира и земле Бургенланд, а также синагога Шлайнинга.

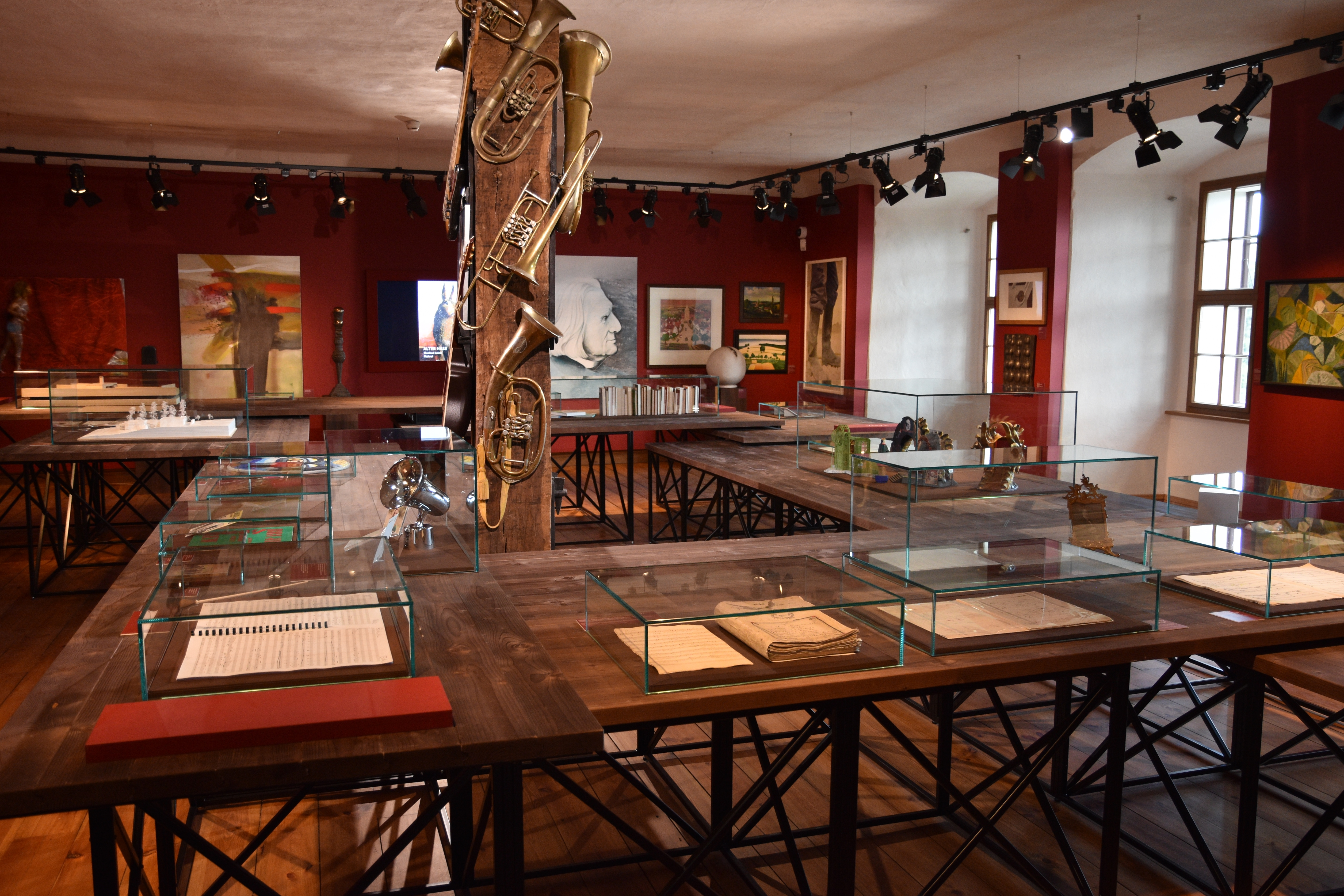
Экспозиция, посвящённая земле Бургенланд

### Экспозиция мира и земли Бургенланд
Один из залов в замке выделен под постоянную экспозицию, которая часто именуется «Юбилейной», так как появилась в 2021 году в во время торжеств по поводу 100-летия вхождения земли Бургенланд в состав Австрийской республики. Это событие ознаменовало образование единой страны из исторических австрийских территорий, существовавших на обломках рухнувшей в 1918 году империи Габсбургов. Среди прочего на выставке представлены различные мирные договоры, которыми завершались войны и конфликты. В частности, здесь можно увидеть оригинал Сен-Жерменского договора. Этот документ определял многие аспекты устройства государств Европы после завершения Первой мировой войны.

### Синагога Шлайнинга
Важной частью Юбилейной выставки является бывшая синагога города Шлайнинг. Она считается одной из наиболее хорошо сохранившихся синагог в Бургенланде. Само здание расположено на главной площади города в непосредственной близости от Фриденсбурга-Шлайнинга. Его построили в XVIII веке. Тут же находится и дом раввина, который также признан памятником архитектуры.
Благодаря веротерпимости Баттиани к 1865 году еврейская община города Шлайнинг выросла до 650 членов, что составляло более 40% его населения. С введением антисемитских законов на территории Венгрии в 1930-е годы многие евреи решили покинуть Шлайнинг. В 1938 году всех оставшиеся в городе евреев принудительно выселили из их домов, а их имущество было конфисковано. После завершения Второй мировой войны синагога долгое время пребывала в запустении, пока в 1980-х годах здание не приобрели представители «Австрийским исследовательского центра мира и разрешения конфликтов».

## Легенды и реликвии

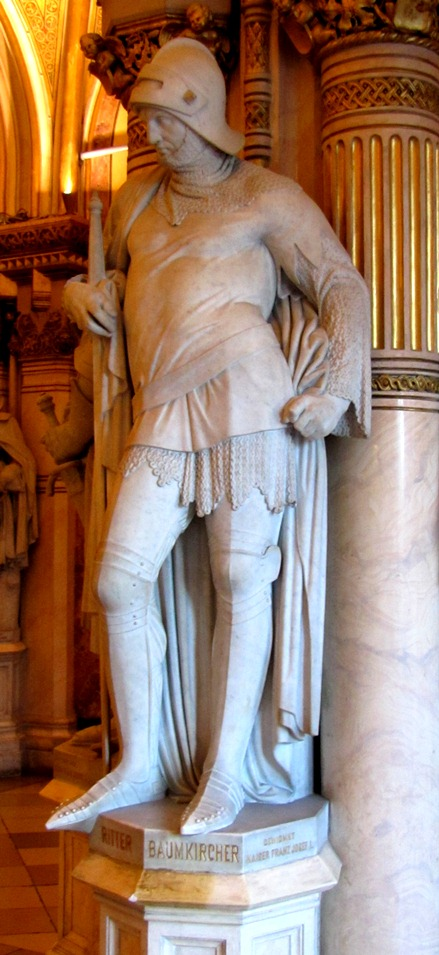
Статуя Андреаса Баумкирхера

### Легенда об Андреасе Баумкирхере
В 1446 году император Фридрих III передал штирийскому дворянину Андреасу Баумкирхеру в постоянное владение замок Шлайнинг. Новый хозяин расширил крепость и усилил её фортификационные сооружения. Решив, что Шлайнинг стал неприступным Баумкирхер через несколько лет решил присягнуть на верность королю Богемии и Венгрии Ладиславу Постуму, надеясь получить от нового сюзерена дополнительные привилегии. Затем Баумкирхер ещё раз передумал и снова захотел признать над собой верховную власть Фридриха III. Наконец, через некоторое время беспокойный хозяин замка перешёл на сторону короля Матьяша Корвина, за что получил престижный титул Баннерета.
Чтобы избавиться от мятежного Баумкирхера император Фридрих III заманил своего бывшего вассала в 1471 году в Грац на переговоры. Тому предоставили охранное письмо, в котором обещали защиту и свободный выезд из императорской резиденции до тех пор, пока не прозвучит вечерний колокол.
Баумкирхер явился в Граце вместе со своим соратником Андреасом Грайзенекером. Причём их обоих предупредили об опасности. Но оба рыцаря поверили обещаниям Фридриха III.
В ходе переговоров они заподозрили, что диалог намеренно затягивается и пожелали покинуть город за час до звона вечернего колокола. Однако император не собирался отпускать Баумкирхера и Грайзенекера. Он заранее отдал приказ, чтобы колокол не звонил ни при каких обстоятельствах. Ворота Граца заперли, подъёмный мост развели и два дворянина оказались пленниками Фридриха III. Монарх не стал проводить судебного процесса об измене и немедленно приказал обезглавить мятежных вассалов.
У Баумкирхера была дочь Марта. Эта девушка славилась своей отвагой. Узнав о коварстве императора и предательском пленении, она сразу же отправилась в Грац, чтобы выручить отца. Но было уже слишком поздно. Тело обезглавленного Баумкирхера лежало в луже крови у ворот императорской резиденции. Движимая болью и отчаянием, Марта обмакнула ткань своего одеяния в кровь казнённого отца, а затем со словами проклятия швырнула её в лица палачей и слуг Фридриха III. Никто не посмел наказать девушку за этот поступок.
Марта поместила тело отца в серебряный гроб и отвезла его в Шлайнинг. Там Баумкирхера похоронили в замковой церкви Святой Марии. Этот храм, примыкавший в защитной стене с внутренней стороны, давно исчез, так как в комплексе построили новую капеллу. Но остались фрагменты кладки, напоминающие о том месте, где некогда находилась церковь Святой Марии. Иногда в туманные тёмные ночи во Фриденсбурге-Шлайнинге можно увидеть призрак Андреаса Баумкирхера, который бредёт от места захоронения к замку с собственной головой в руках.

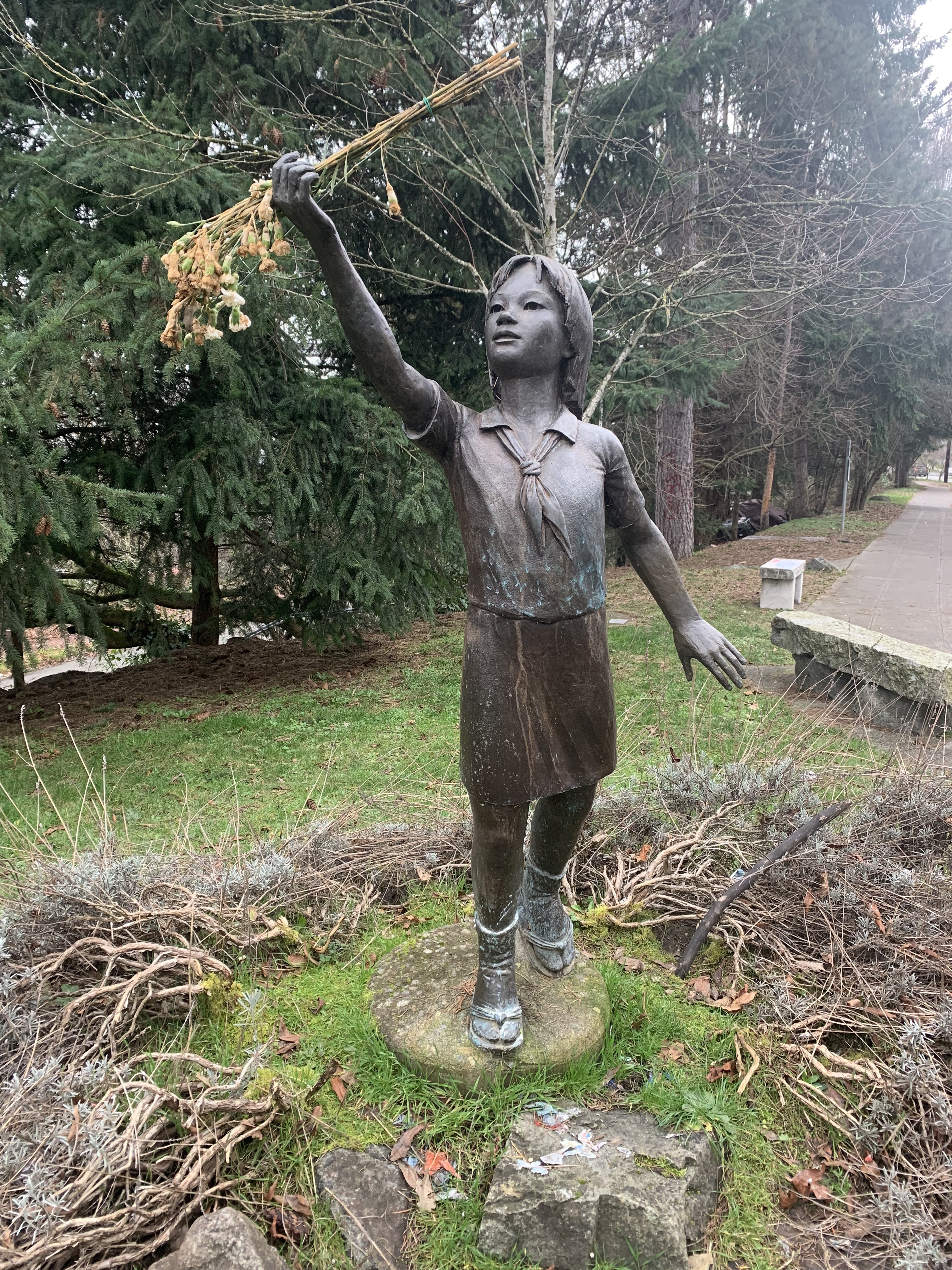
Статуя Садако Сасаки

### Журавли Садако
6 августа 1945 года американский самолёт сбросил атомную бомбу на японский город Хиросима. Последствия оказались ужасны: 80 тысяч человек превратились в пепел мгновенно или умерли в страшных муках от облучения в течение несколько последующих дней.
Свидетелем этой драмы стала маленькая девочка по имени Садако Сасаки. Поначалу показалось, что ядерный взрыв она пережила без особых последствий. Но в 12 лет Садако заболела лейкемией. Вероятно, причиной этого всё-таки оказалась доза радиации, подхваченная после падения атомной бомбы. Скорая смерть девочки казалась неминуемой. Единственной надеждой на спасение оставалось старинное японское поверье: любой, кто со всем тщанием сложит 1000 бумажных журавликов, сумеет исполнить своё самое заветное желание.
Садако Сасаки приступила к работе над бумажными птиц. Она аккуратно складывала журавлика за журавликом. Но когда 1000 фигурок были закончены, девочке резко стало хуже. Болезнь оказалась сильнее. Незадолго до своего 13-летия Садако скончалась.
Семья девочки решила передать сложенных ею журавликов в различные музеи мира как напоминание о том, как страшны последствия войн и сколь уязвимы при этом дети. Одна из этих бумажных птиц хранится как ценная реликвия в Фриденсбурге-Шлайнинге. Контур фигурки присутствует на логотипе Института мира.

## Галерея

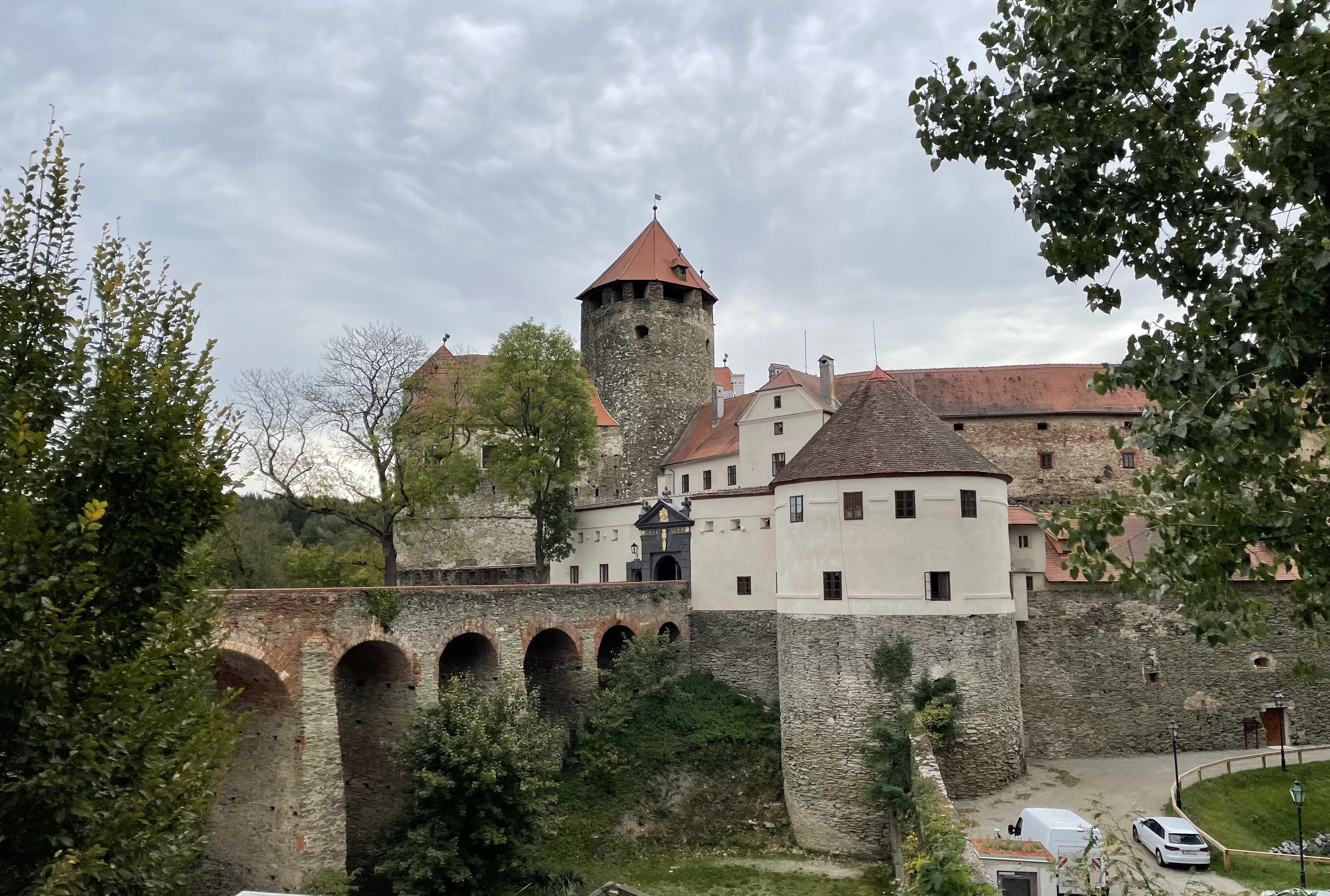
Вид замка с западной стороны
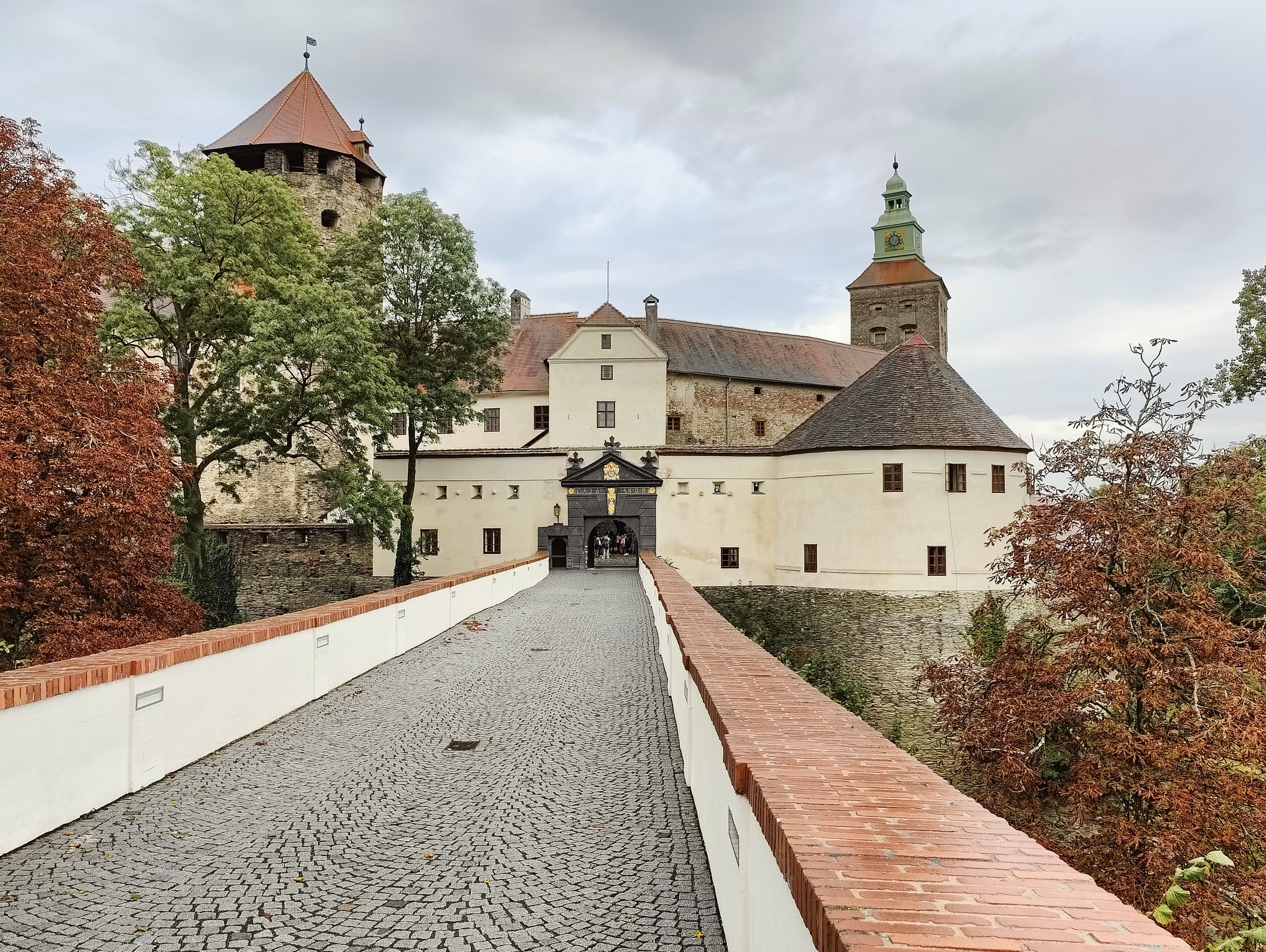
Мост, ведущий к главным воротам замка
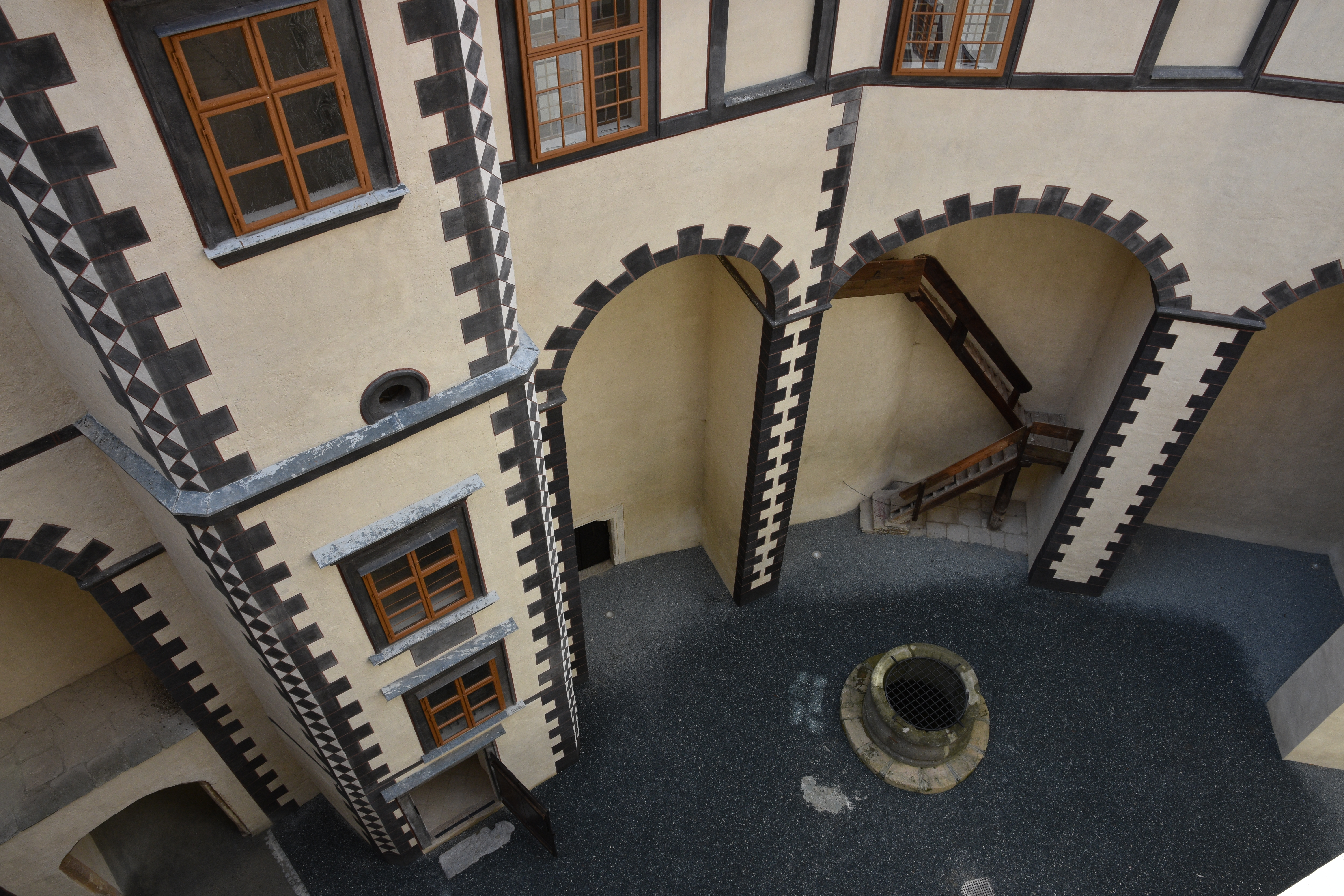
Во внутреннем дворе замка
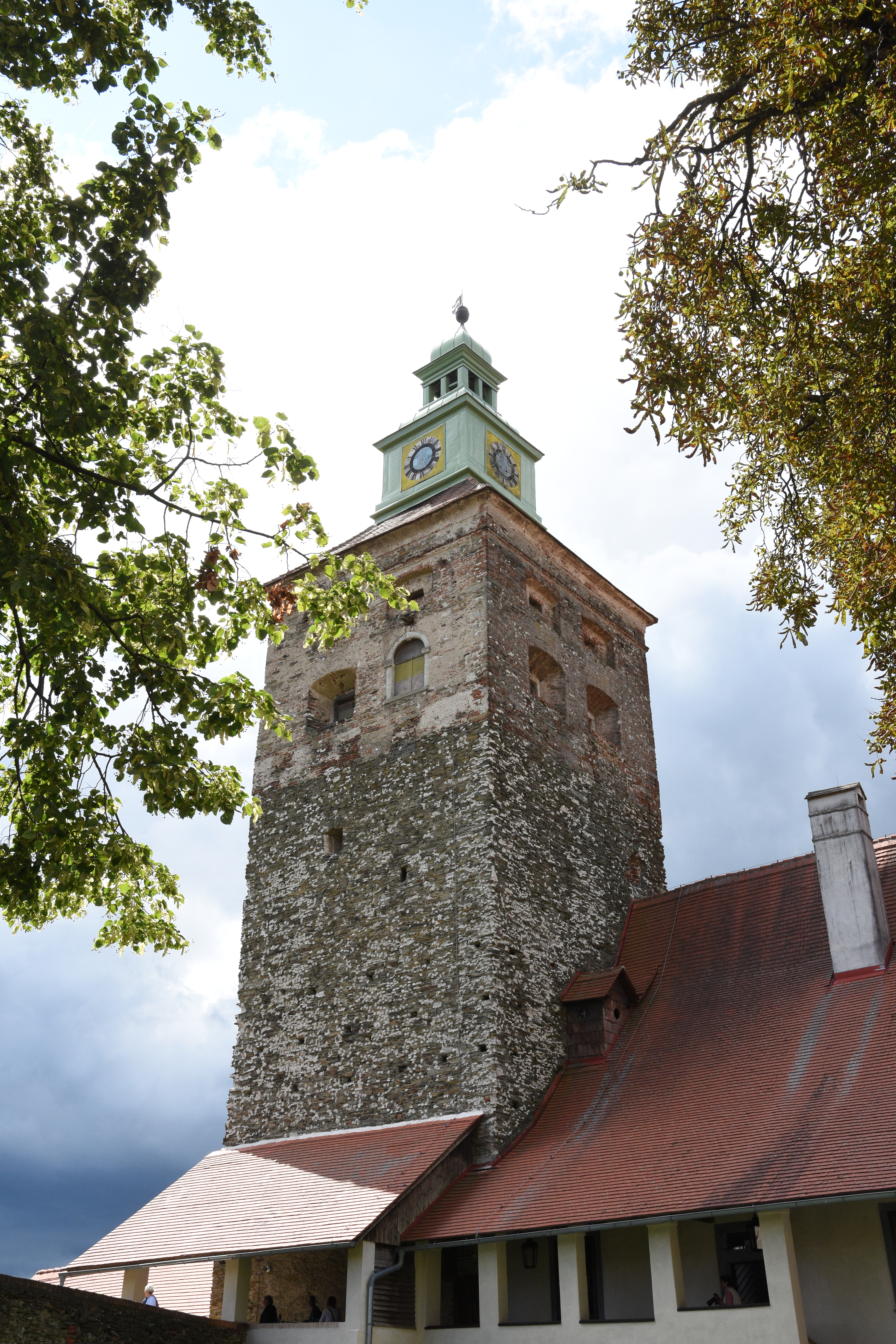
Часовая башня замка
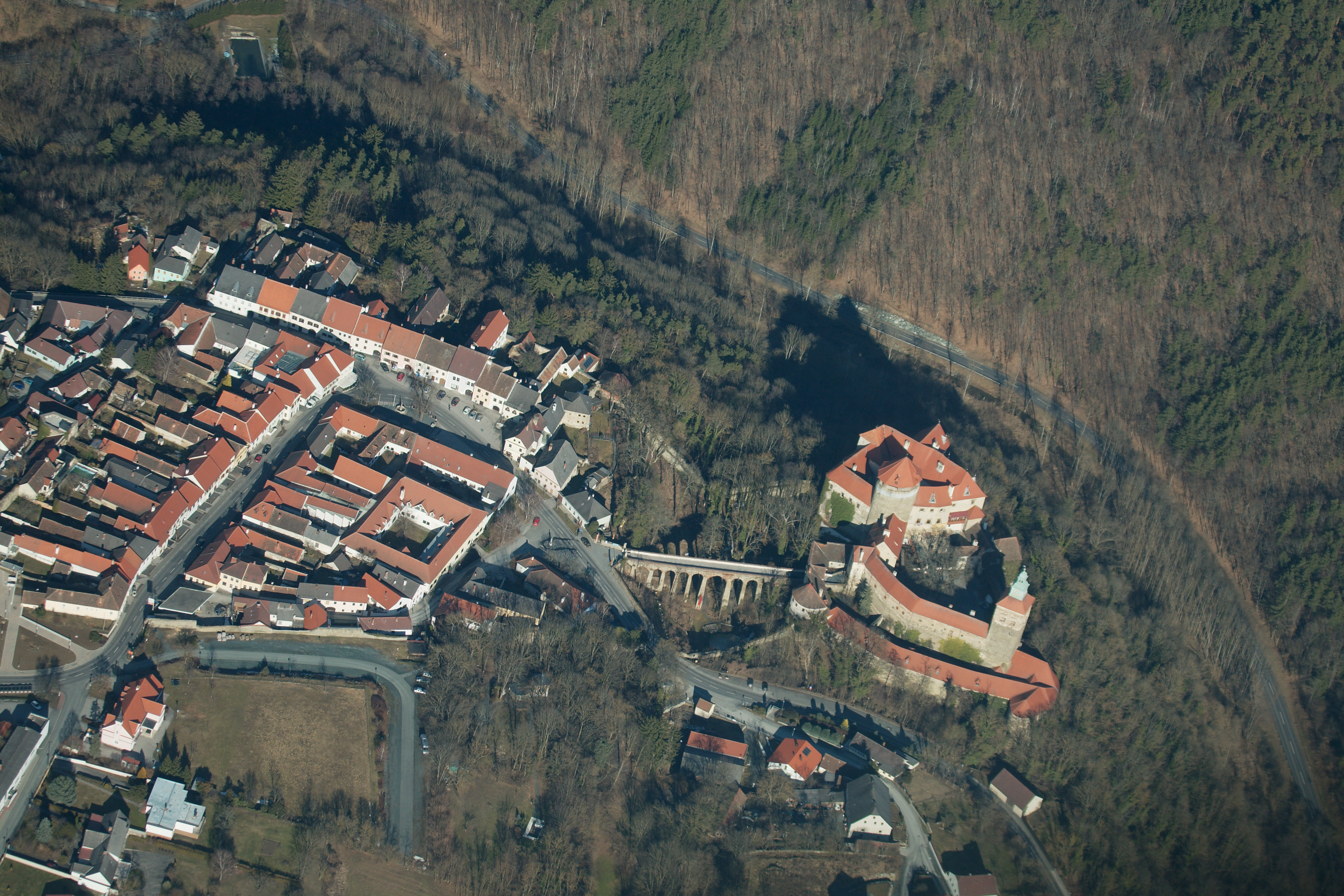
Вид замка и города с высоты